# Albertina Navemba Ngolo Felisberto
Albertina Navemba Ngolo Felisberto là một chính trị gia người Anh của UNITA và là thành viên của Quốc hội Angola.